# Arsenal (stanice metra v Paříži)
Arsenal je bývalá nepřestupní stanice pařížského metra na lince 5 ve 4. obvodu v Paříži. Nachází se mezi fungujícími stanicemi Quai de la Rapée a Bastille na boulevard Bourdon u vstupu na můstek přes Bassin de l'Arsenal.

## Historie
Stanice byla otevřena 17. prosince 1906 při prodloužení linky 5 ze stanice Quai de la Rapée do stanice Jacques Bonsergent. Dne 2. září 1939 po vypuknutí druhé světové války a všeobecné mobilizaci, bylo mnoho stanic metra zavřeno. Ovšem stanice Arsenal již po válce nebyla znovu otevřena, neboť se nachází příliš blízko sousedních stanic. Dnes slouží především pro vnitřní potřebu RATP, např. v 60. letech zde byl zkoušen nový design stanic metra.
Stanice našla uplatnění i ve filmu. Objevila se jako klíčový prvek v detektivním filmu La Grosse Caisse z roku 1965.

## Název
Jméno stanice je odvozeno od názvu zdejší městské čtvrti, která spadá do 4. arrondissementu. Od roku 1533 se podél Seiny a u městských hradeb rozkládala královská zbrojnice – Arsenal du Roi. Za Ludvíka XIV. sloužil Arsenal jako soudní budova. V roce 1797 zde byla založena knihovna – Bibliothèque de l'Arsenal, která je dnes součástí Francouzské národní knihovny.